# American Railroad Company
L’American Railroad Company (ARR), devenue Puerto Rico Railroad & Transport Co en 1947, est une ancienne compagnie de chemin de fer ayant opéré à Porto Rico entre 1902 et 1957.

## Histoire
L’American Railroad Company (ARR) a été fondée en 1902 pour s’occuper des 270 km de voies de chemin de fer existant à Porto Rico, à la suite du rachat de l’île par les États-Unis en 1898. En 1947, elle est réorganisée et renommée Puerto Rico Railroad & Transport Co. Le transport de passagers est fermé en 1953, et toute activité a cessé en 1957.